# Pseudococcus angkorensis
Pseudococcus angkorensis är en insektsart som beskrevs av Takahashi 1942. Pseudococcus angkorensis ingår i släktet Pseudococcus och familjen ullsköldlöss. Inga underarter finns listade i Catalogue of Life.